# Cairn Gorm
Pour les articles homonymes, voir Cairngorm.
Le Cairn Gorm, en gaélique écossais An Càrn Gorm, est un sommet du Royaume-Uni situé en Écosse, dans les Cairngorms. Il culmine à 1 244 mètres d'altitude.
Sur son flanc nord-ouest se trouve une station de sports d'hiver comportant plusieurs remontées mécaniques dont un funiculaire, le funiculaire de Cairngorm Mountain qui est le plus haut du Royaume-Uni. Ce dernier s'arrête à une altitude d'environ 1 080 mètres et peut être utilisé pour gravir la montagne via un sentier. Une antenne-relais de radio et une source appelée Marquis' Well se trouvent non loin du sommet.
Les 21 et 22 novembre 1971, cinq écoliers et un instructeur trouvent la mort sur le Cairn Gorm, au lieu-dit Feith Buidhe, constituant la plus grave catastrophe de montagne du Royaume-Uni.

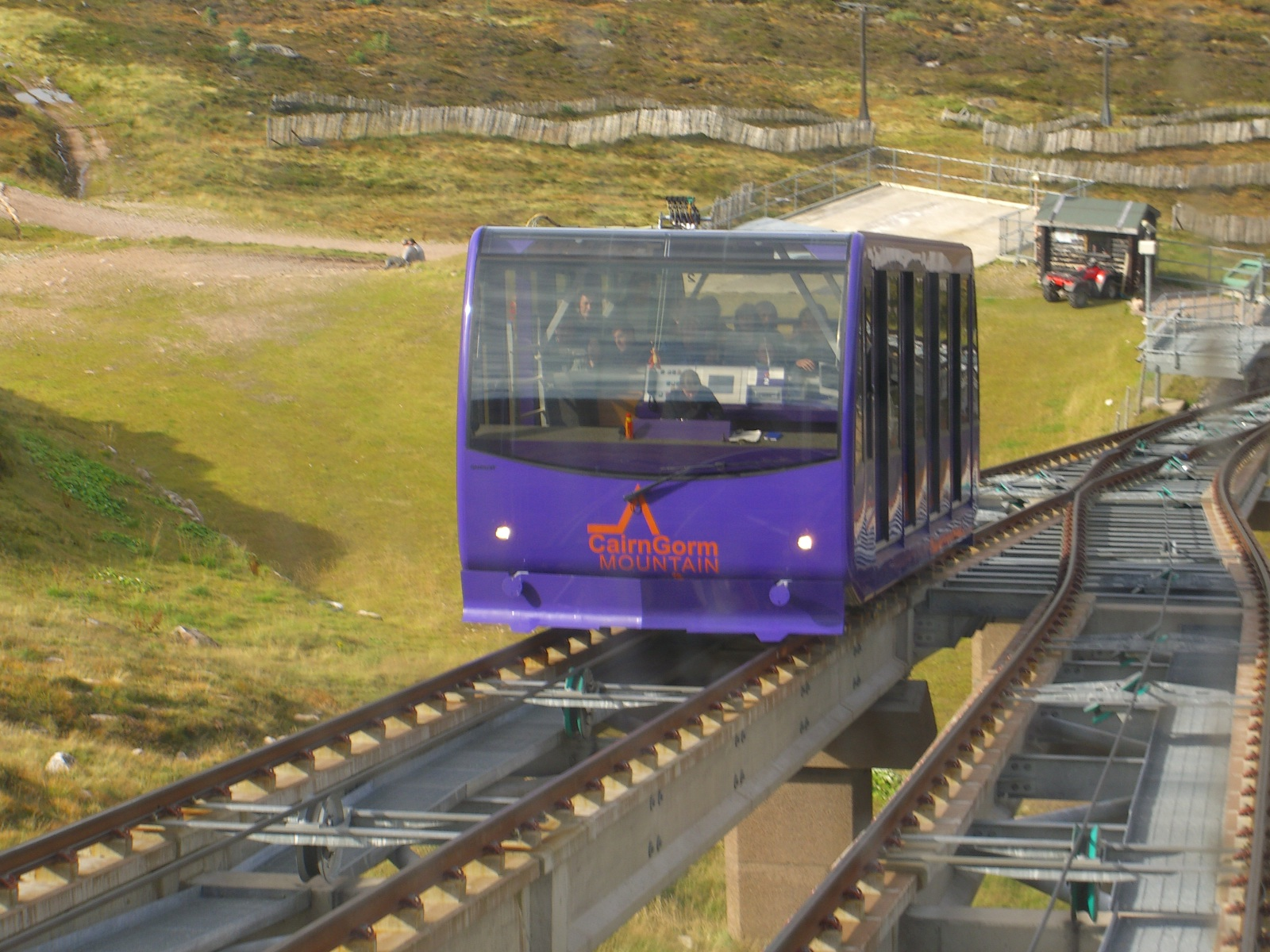
Vue du funiculaire de Cairngorm Mountain.